# Quatorzième gouvernement de l'État espagnol
Royaume d'Espagne
Carrero Blanco Arias II
Le Quatorzième gouvernement de l'État espagnol (Decimocuarto gobierno del Estado español) était le gouvernement du royaume d'Espagne, du 3 janvier 1974 au 11 mars 1975.

## Contexte
Le 20 décembre 1973, Luis Carrero Blanco président du gouvernement depuis 6 mois, est tué par quatre membres d'ETA-organisation indépendantiste basque- en faisant exploser une bombe au passage de sa voiture. Cet attentat met en péril le processus de succession imaginé par Franco : rétablir la monarchie - en la personne de Juan Carlos de Borbón - tout en assurant la continuité du Franquisme, en nommant son fidèle collaborateur depuis 1941 à la tête du gouvernement. Cet assassinat plonge le régime franquiste dans une incertitude, voir un trouble manifeste parmi ses membres. Car au-delà de la perte de Luis Carrero Blanco, c'est son rôle clé dans la future succession qui rebat les cartes politiques au sein des cadres et hauts fonctionnaires du régime.    
La logique aurait été que Torcuato Fernández Miranda, qui assure l'intérim du gouvernement depuis l'attentat, soit confirmé à sa tête. Mais il a contre lui l'hostilité des vieux phalangistes et de l'entourage de Franco. Ce dernier pense dans un premier temps nommer l'amiral Nieto Antúnez. À la surprise générale, l'homme qui succède à Carrero est Carlos Arias Navarro, ci-devant Ministre de l'Intérieur responsable de la sécurité de l'amiral.
Magistrat de formation, Arias Navarro s'est illustré pendant la guerre par la sévérité avec laquelle il a dirigé, à Malaga, la répression contre les républicains. Ayant une longue carrière dans l'appareil d'État politique et répressif du franquisme, il a peu d'affinités avec le prince Juan Carlos, qui d'ailleurs ne sera pas consulté lors de la formation du gouvernement.

## Composition
| Poste                                              | Titulaire                                       |
| -------------------------------------------------- | ----------------------------------------------- |
| Président du gouvernement                          | Carlos Arias Navarro                            |
| 1er vice-président Ministre du Gouvernement        | José García Hernández                           |
| 2e vice-président Ministre des Finances            | Antonio Barrera de Irimo Rafael Cabello de Alba |
| 3e vice-président Ministre du Travail              | Licinio de la Fuente                            |
| Ministres                                          |                                                 |
| Ministre des Affaires étrangères                   | Pedro Cortina Mauri                             |
| Ministre de la Justice                             | Francisco Ruiz-Jarabo                           |
| Ministre de l'Armée de terre                       | Francisco Coloma Gallegos                       |
| Ministre de l'Armée de l'air                       | Mariano Cuadra Medina                           |
| Ministre de la Marine                              | Gabriel Pita da Veiga                           |
| Ministre de l'Industrie                            | Alfredo Santos Blanco                           |
| Ministre du Commerce                               | Nemesio Fernández-Cuesta Illana                 |
| Ministre des Travaux publics                       | Antonio Valdés y González-Roldán                |
| Ministre de l'Agriculture                          | Tomás Allende y García-Baxter                   |
| Ministre du Logement                               | Luis Rodríguez de Miguel                        |
| Ministre de l'Éducation                            | Cruz Martínez Esteruelas                        |
| Ministère de l'Information et du Tourisme          | Pío Cabanillas León Herrera Esteban             |
| Ministre, secrétaire général du Mouvement national | José Utrera Molina                              |
| Ministre des Relations syndicales                  | Alejandro Fernández Sordo                       |
| Ministre de la Présidence                          | Antonio Carro                                   |

## Historique du gouvernement
La composition du gouvernement révèle aux observateurs extérieurs les contradictions et l'épuisement de l'élite franquiste ayant pour conséquence d'entraver son action politique, voire son autorité . La majeure partie des ministres du précèdent gouvernement sont remerciés : sur un total de 19 ministres, 8 sont conservés.

Les phalangistes retrouvent la direction du Mouvement national en la personne de José Utrera Molina, le Ministère des Relations syndicales avec Alejandro Fernández Sordo et, plus anecdotiquement,  le Logement avec Luis Rodríguez de Miguel.
Pourtant le poste de l'Information et du Tourisme est attribué à Pío Cabanillas, ancien collaborateur de Manuel Fraga et proche des réformateurs.

Cabanillas ainsi que son collègue de l'Agriculture, Tomás Allende y García-Baxter vont être les inspirateurs d'un programme politique d'ouverture dont Arias Navarro reprendra à son compte dans son discours de politique générale prononcé devant les Cortès le 12 février 1974.
Parmi les grandes lignes, on retiendra : 
- l'élection des maires et des présidents des assemblées provinciales ;
- l'incompatibilité de certaines charges politiques avec la fonction de parlementaire ;
- la création d'un statut pour les associations syndicales et les associations politiques.

Suscitant la réaction positive de la presse et du clan des réformateurs (Tácito), le discours d'Arias entraîne l'hostilité du bunker. À partir de là, le clivage entre réformateurs et immobilistes va mener à un affrontement politique jusqu'au sein même du gouvernement. S'ajoutant à cela l'ambivalence, les hésitations et parfois son incompréhension face à la portée de son propre discours, Carlos Arias Navarro n'assume pas et se contente de calmer les inquiétudes du búnker tout en évitant de prendre position entre réformistes et immobilistes.
Et très vite, le gouvernement se trouva confronté à une série de problèmes, tant nationale qu'internationale, qui mirent en évidence les limites de la politique d'ouverture.
Le premier accroc fut l'« affaire Anoveros » : le 24 février 1974, l'évêque de Bilbao, Antonio Añoveros Ataún (es) fit lire dans les églises de son diocèse une homélie dénonçant la répression et revendiquant l'autodétermination du Pays basque. Qualifiée d'« attaque très grave contre l'unité nationale espagnole » par le gouvernement, cette prise de position entraina le placement d'Antonio Añoveros en résidence surveillée. La médiation, entre Vicente Enrique y Tarancón, président de la Conférence épiscopale espagnole, et Pío Cabanillas d'une part, et surtout la peur de Franco d'une condamnation de son régime par le Vatican, permet d'éviter la rupture avec cette dernière.
Le 2 mars 1974, l'exécution, par strangulation, de Salvador Puig i Antich malgré les appels à la clémence venant de la conférence épiscopale espagnole, du Vatican et de la CEE, provoque l'indignation internationale.
Ces deux affaires détériorent l'image de fermeté que le gouvernement s'efforçait de donner. De plus, dans un contexte marqué par le terrorisme (ETA, FRAP) et la détérioration des relations du régime avec la hiérarchie catholique, l'extrême-droite épie le moindre signe de faiblesse venant de sa part. Cependant, un autre évènement va bousculer les jeux de pouvoir au sein du régime franquiste.
Le 25 avril 1974, la révolution des Œillets au Portugal aboutit à la chute de la dictature de l'Estado Novo, au pouvoir depuis 1926. L'impact fut énorme dans les rangs du búnker et accentua la pression sur Arias, contre les réformistes en s'en prenant individuellement à eux de façon virulente. Le 29 avril, le phalangiste José Antonio Girón publia dans Ariba une violente diatribe contre les milieux réformateurs, accusés de noyauter le gouvernement et de préparer la liquidation du régime. L'offensive de Girón contre la politique d'ouverture fut relayée par les membres du búnker, ces derniers ciblant leurs attaques sur Pío Cabanillas.

Un lobbying s'organise autour de Franco, en lui faisant parvenir des dossiers censés réunir des preuves accablantes sur les excès de la presse. Au besoin, ils étaient saupoudrés de photos pornographiques découpées dans des revues étrangères.
Tentant de calmer les esprits, Arias fait diversion en destituant le chef du haut état major, le lieutenant-général Manuel Díez-Alegría (es), ce dernier défend le principe de la professionnalisation de l'armée et de sa soumission au pouvoir civil, à la plus grande horreur du búnker. Reprenant l'initiative, il annonce le lendemain que les potentiels futurs associations politiques ne « pourraient avoir d'autre cadre que les principes fondamentaux [du régime] » et précise sa pensée a propos de l'esprit du 12 février : « Il ne peut ni ne veut être différent de l'esprit permanent et intangible du régime de Franco depuis sa fondation ».
L'hospitalisation de Franco et l'intérim assuré par le prince Juan Carlos entre le 19 juillet et le 2 septembre 1974 obligent les réformateurs et le búnker à une trêve. Mais la présentation de la Junta Democrática de España par le Parti communiste, l'attentat de la cafétéria Rolando et les diverses fuites dans la presse à propos de la corruption dans l'entourage même de Franco, accrurent la nervosité des ultras du régime.
Cependant, le lobbying anti-Cabanillas envers Franco porte ses fruits, puisque ce dernier exige la démission du ministre de l'Information et du Tourisme le 29 octobre 1974. En solidarité avec Pío Cabanillas, le ministre des Finances, Antonio Barrera de Irimo démissionne. 
le 16 décembre 1974, le Conseil national approuva le statut des associations politiques. Le texte fut bien sûr, éloigné de la volonté initiale des réformateurs : le contenu est très restrictif puisque le contenu juridique de la loi ne pouvait s'exercer qu'au sein du Mouvement. Le búnker rejette en bloc le texte. Les réformateurs se divisent sur le texte et préfèrent boycotter les statuts.
Face à la défiance des deux camps, qui ne lui accordent plus guère crédit politique, Arias réagit en essayant de limiter l'influence du búnker. Histoire de s'accorder les bonnes grâces des réformateurs, il purgea la plupart des éléments « Ultra » de la presse du Mouvement. Provoquant l'ire de ces derniers, Arias procéda à un remaniement ministériel lui permettant de former son deuxième gouvernement, le 11 mars 1975.